# Marian Winters
Marian Winters (Nueva York, 19 de abril de 1924-Nueva York, 3 de noviembre de 1978) fue una actriz teatral y televisiva de nacionalidad estadounidense.

## Biografía
Nacida en la ciudad de Nueva York en el seno de una familia de origen judío, Winters debutó como actriz a los 16 años de edad interviniendo en el circuito de teatro veraniego. Estudió en la Erasmus Hall High School de Brooklyn.
Empezó su carrera en el circuito de Broadway como suplente de Frances Dee en The Secret Room (1945). También fue Lady Constance en El rey Juan, e hizo gira con las obras Detective Story, The Heiress y Dream Girl. Consiguió la fama por su papel de Natalia Landauer en I Am a Camera, y gracias al cual recibió en 1952 el Premio Tony a la mejor actriz.  En 1955 fue Gelda en el drama de Christopher Fry «The Light is Dark Enough», con puesta en escena de Katharine Cornell.
Deathtrap, su última actuación teatral, fue la de mayor éxito financiero y crítico (además de Auntie Mame). Su actuación (llevada a cabo por Irene Worth en la versión cinematográfica), sin embargo, fue de corta duración a causa del cáncer que le fue diagnosticado, y del cual falleció en Nueva York en 1978. Tenía 54 años de edad. Su papel en Deathtrap fue asumido por la actriz Elizabeth Parrish.
Winters había estado casado una vez, aunque no había tenido hijos.

## Actuaciones teatrales
- The Dark Is Light Enough, como Gelda, desde el 23 de febrero de 1955 al 23 de abril de 1955
- Auntie Mame, como Sally Cato MacDougal, desde el 31 de octubre de 1956 al 28 de junio de 1958
- Tall Story, como Myra Solomon, desde el 29 de enero de 1959 al 22 de mayo de 1959
- The 49th Cousin, como Tracy Lowe, desde el 27 de octubre de 1960 al 21 de enero de 1961
- Nobody Loves an Albatross, como Marge Weber, desde el 19 diciembre al 20 de junio de 1964
- Mating Dance, el 3 de noviembre de 1965 (una representación)
- Deathtrap, como Helga ten Dorp desde el 26 de febrero de 1978 hasta octubre de 1978

## Trabajo televisivo
- Lux Video Theatre (1952)
- Play of the Week (1960)
- The Defenders (1962)
- The Nurses (1963)
- Paradise Lost (1974)